# Magnus Moholt
Magnus Moholt (ur. 29 listopada 1990) – norweski biegacz narciarski, brązowy medalista mistrzostw świata młodzieżowców.

## Kariera
Pierwszy raz na arenie międzynarodowej Magnus Moholt pojawił się 15 listopada 2008 roku w zawodach FIS Race w Bruksvallarnie, gdzie zajął 76. miejsce w biegu na 15 km techniką klasyczną. W styczniu 2011 roku wystąpił na mistrzostwach świata młodzieżowców w Otepää, zdobywając brązowy medal w sprincie stylem klasycznym. Na tych samych mistrzostwach zajął 50. miejsce na dystansie 15 km techniką dowolną.
W Pucharze Świata zadebiutował 4 marca 2012 roku w Lahti, zajmując 53. miejsce w sprincie stylem klasycznym. Trzy dni później w Drammen w tej samej konkurencji zajął 62. miejsce. Były to jego jedyne starty w sezonie 2011/2012 i wobec braku zdobytych punktów nie został uwzględniony w klasyfikacji generalnej.

## Osiągnięcia

### Mistrzostwa świata młodzieżowców
| Miejsce | Dzień       | Rok  | Miejscowość | Konkurs                  | Wynik       | Strata      | Zwycięzca           |
| ------- | ----------- | ---- | ----------- | ------------------------ | ----------- | ----------- | ------------------- |
| 50.     | 27 stycznia | 2011 | Otepää      | 15 km stylem dowolnym    | 35:26,3 min | +3:50,5 min | Jewgienij Biełow    |
| 3.      | 29 stycznia | 2011 | Otepää      | Sprint stylem klasycznym | ?           | ?           | Aleksandr Panżynski |

### Puchar Świata

#### Miejsca w klasyfikacji generalnej
- sezon 2011/2012: niesklasyfikowany

#### Miejsca na podium w zawodach
Jak dotąd Moholt nie stał na podium zawodów Pucharu Świata.

#### Miejsca w poszczególnych zawodachPucharu Świata
| Sezon 2011/2012 |                   |                      |                      |    |                        |                       |                    |                       |                    |                           |                         |                         |                           |                       |                     |                                |                              |                             |     |                       |                     |                        |                    |                        |                        |                            |                               |                                  |                      |                   |                     |                      |                        |                        |                       |     |        |        |        |        |        |        |        |        |
| Sjusjøen 19.11 (15 km F) | Ruka 25.11 (SP C) | Ruka 26.11 (10 km F) | Ruka 27.11 (15 km C) | RT | Düsseldorf 3.12 (SP F) | Davos 10.12 (30 km F) | Davos 11.12 (SP F) | Rogla 17.12 (15 km C) | Rogla 18.12 (SP F) | Oberhof 29.12 (3,75 km F) | Oberhof 30.12 (15 km C) | Oberstdorf 31.12 (SP C) | Oberstdorf 1.01 (2x10 km) | Toblach 3.01 (5 km C) | Toblach 4.01 (SP F) | Cortina-Toblach 5.01 (35 km F) | Val di Fiemme 7.01 (20 km C) | Val di Fiemme 8.01 (9 km F) | TdS | Mediolan 14.01 (SP F) | Otepää 21.01 (SP C) | Otepää 22.01 (15 km C) | Moskwa 2.02 (SP F) | Rybińsk 4.02 (15 km F) | Rybińsk 5.02 (2x15 km) | Nové Město 11.02 (30 km C) | Szklarska Poręba 17.02 (SP F) | Szklarska Poręba 18.02 (15 km C) | Lahti 3.03 (2x15 km) | Lahti 4.03 (SP C) | Drammen 7.03 (SP C) | Oslo 10.03 (50 km C) | Sztokholm 14.03 (SP C) | Falun 16.03 (3.3 km F) | Falun 17.03 (2x10 km) | FPŚ | punkty | punkty | punkty | punkty | punkty | punkty | punkty | punkty |
| - | -                 | -                    | -                    | -  | -                      | -                     | -                  | -                     | -                  | -                         | -                       | -                       | -                         | -                     | -                   | -                              | -                            | -                           | -   | -                     | -                   | -                      | -                  | -                      | -                      | -                          | -                             | -                                | -                    | 53                | 62                  | -                    | -                      | -                      | -                     | -   | 0      | 0      | 0      | 0      | 0      | 0      | 0      | 0      |
| Legenda |                   |                      |                      |    |                        |                       |                    |                       |                    |                           |                         |                         |                           |                       |                     |                                |                              |                             |     |                       |                     |                        |                    |                        |                        |                            |                               |                                  |                      |                   |                     |                      |                        |                        |                       |     |        |        |        |        |        |        |        |        |
| 1 2 3 4-10 11-30 31-100 Dyskwalifikacja - – zawodnik nie wystartował TdS – Tour de Ski DNS – Zawodnik został zgłoszony do biegu, ale w nim nie wystartował DNF – Zawodnik nie ukończył biegu |                   |                      |                      |    |                        |                       |                    |                       |                    |                           |                         |                         |                           |                       |                     |                                |                              |                             |     |                       |                     |                        |                    |                        |                        |                            |                               |                                  |                      |                   |                     |                      |                        |                        |                       |     |        |        |        |        |        |        |        |        |